# 724
724(칠백이십사)는 723보다 크고 725보다 작은 자연수다.

## 수학
- 합성수로, 그 약수는 1, 2, 4, 181, 362, 724다. 진약수의 합은 550이므로, 724는 부족수다.
- {\displaystyle 724=173+179+181+191}
  - 연속하는 네 소수(素數)의 합으로 나타낼 수 있으며, 이 성질을 지닌 앞의 수는 700, 다음 수는 744다.
- {\displaystyle 724=107+109+113+127+131+137}
  - 연속하는 소수(素數) 6개의 합으로 나타낼 수 있으며, 이 성질을 지닌 앞의 수는 690, 다음 수는 756이다.
- {\displaystyle 724=18^{2}+20^{2}}
  - 연속하는 두 짝수의 제곱합으로 나타낼 수 있으며, 이 성질을 지닌 앞의 수는 580, 다음 수는 884다.
- {\displaystyle 19^{4}-1}은 724로 나누어떨어진다.

## 과학
- 724 하파크(영어판): 소행성.

## 교통

### 철도
- 서울 지하철 7호선 중곡역의 역번호.

### 도로
- 724번 지방도: 전북특별자치도 익산시 웅포면에서 여산면까지 이어지는 대한민국의 지방도.
- 현도 제724호선

## 군사
- LST-724(영어판): 제2차 세계 대전에 사용된 미국의 전차상륙함.

## 문화유산
- 대한민국의 보물 제724호: 성주도씨 종중 문서 일괄

## 기타
- 날짜: 7월 24일
- 연도: 724년, 기원전 724년